# Aspidosperma salgadense
Aspidosperma salgadense är en oleanderväxtart som beskrevs av Markgraf. Aspidosperma salgadense ingår i släktet Aspidosperma och familjen oleanderväxter. Inga underarter finns listade i Catalogue of Life.